# Fife Symington
John Fife Symington III (/ˈfaɪf ˈsaɪmɪŋtən/ ⓘ; sinh ngày 12 tháng 8 năm 1945) là doanh nhân và chính trị gia người Mỹ. Là thành viên của Đảng Cộng hòa, ông được bầu làm thống đốc Arizona thứ 19 từ năm 1991 đến năm 1997. Ông từ chức vào năm 1997 trong nhiệm kỳ thứ hai của mình, sau các bản án về tội tống tiền và gian lận ngân hàng rồi về sau bị lật tẩy là vô căn cứ. Trước khi tham gia chính trường, Symington từng gia nhập Không quân Mỹ và đóng quân tại Căn cứ Không quân Luke ở Glendale, Arizona.
Symington quê quán ở Thành phố New York, là chắt của ông trùm thép Henry Clay Frick. Hồi nhỏ, ông từng theo học Trường Gilman ở Baltimore rồi về sau tốt nghiệp Đại học Harvard chuyên ngành lịch sử nghệ thuật Hà Lan. Symington vốn xuất thân từ một gia đình chính trị: cha ông tên J. Fife Symington Jr. cựu Đại sứ Mỹ tại Trinidad và Tobago; anh họ Stuart Symington là Thượng nghị sĩ Hoa Kỳ từ Missouri. Sau khi gia nhập Không quân vào năm 1967 và đạt được cấp bậc đại úy, Symington được trao tặng Ngôi Sao Đồng vì những chiến công oanh liệt. Ông được giải ngũ một cách danh dự vào năm 1971. Ông ở lại Arizona và trở thành một nhà phát triển bất động sản, đứng ra thành lập công ty riêng mang tên Công ty Symington vào năm 1976.
Symington được bầu làm thống đốc vào năm 1990 trước Thị trưởng Phoenix của Đảng Dân chủ Terry Goddard, sau màn vận động tranh cử sát sao dẫn đến một cuộc bầu cử lại. Trong nhiệm kỳ đầu tiên của mình, Symington đã thành lập các trường bán công ở Arizona bằng cách ký đạo luật cải cách giáo dục sâu rộng, với các trường bán công đầu tiên mở ra tại bang này vào năm 1995. Năm sau, trong nhiệm kỳ thứ hai của mình, Symington đã ký luật thành lập Cơ quan Ngân hàng Nước Arizona như một cơ quan riêng biệt, cho phép thu mua lượng nước dư thừa từ Dự án Trung tâm Arizona và chuyển đến ngân hàng ở Arizona cho những nhu cầu cần thiết trong tương lai. Nhiệm kỳ của ông tại vị cũng giám sát việc đóng cửa tạm thời đầu tiên của Vườn quốc gia Grand Canyon trong thời gian chính phủ liên bang đóng cửa vào tháng 11 năm 1995. Năm 1997, Symington bị kết án 7 tội danh lừa đảo ngân hàng và từ chức, nhưng bản án sau đó đã bị lật tẩy. Trước khi chính phủ có thể xét xử lại anh ta, Symington đã được Tổng thống Bill Clinton ân xá vào tháng 1 năm 2001, người mà ông từng cứu khỏi một trận thủy triều ở Connecticut thời trẻ.
Từ sau nhiệm kỳ thống đốc, Symington rời bỏ công vụ và theo đuổi sự nghiệp làm bếp, sau đó là người đồng sáng lập Học viện Ẩm thực Arizona cùng với các đối tác kinh doanh Jerry Moyes, Darren Leite và đầu bếp Robert E. Wilson. Ông từng được nhiều người dân đồn đoán là ứng cử viên có thể cho một nhiệm kỳ khác trên cương vị Thống đốc Arizona, cũng như cân nhắc tranh cử vào Thượng viện Hoa Kỳ, nhưng chỉ tán thành các ứng cử viên kể từ khi rời chức vụ Thống đốc. Symington còn gây tiếng vang khi là nhân chứng cho vụ Ánh sáng Phoenix khét tiếng, một vụ nhìn thấy UFO hàng loạt xảy ra ở Phoenix, Arizona vào ngày 13 tháng 3 năm 1997.